# António Mota
António Mota OIP ( Ovil, Baião, 16 de Julho de 1957) é um escritor português, reconhecido autor de literatura para crianças e jovens.  Escreveu o livro para adultos  "No meio do nada", em 2019.

## Biografia
Nasceu a 16 de julho de 1957 em Vilarelho, Ovil, no concelho  de Baião, distrito do Porto. Foi professor do Ensino Básico. Escreveu 90 livros. Em 1979 publicou o seu primeiro livro "A Aldeia das Flores". Alguns dos seus livros  estão publicados  no Brasil e traduzidos para espanhol, galego e sérvio.
Recebeu vários prémios, dos quais se destacam o Prémio da Associação Portuguesa de Escritores (1983) para "O Rapaz de Louredo", o Prémio Gulbenkian de Literatura para Crianças e Jovens (1990) para "Pedro Alecrim", o Prémio António Botto (1996) para "A Casa das Bengalas", o Grande Prémio Gulbenkian de Literatura para Crianças e Jovens (2006, categoria Livro Ilustrado) para ´´Se eu fosse muito magrinho``.
A 6 de junho de 2008 foi feito Oficial da Ordem da Instrução Pública.
Em 2010, foi nomeado para os Prémios de Autor da SPA/RTP na categoria Literatura Infantojuvenil com “Pinguim” (Gailivro, ilustrações de Alberto Faria).
Foi nomeado como candidato português ao prémio literário sueco Alma em 2013 e 2014.2023 - 
Em 14 de janeiro de 2023 foi  inaugurada em Baião a Biblioteca Municipal António Mota.
Em 2023 ganhou o PRÉMIO AUTORES 2023 da SPA ( Sociedade Portuguesa de Autores ) LITERATURA - Melhor Livro Para A Infância E Juventude com o livro A minha Família, ( ASA/ LeYa, ilustrações de David Penela.)

## Adaptações
- O conde de Monte Cristo, de Alexandre Dumas / adaptação, 1990
- Fábulas de Esopo - recontadas por António Mota, 2004

## Antologias e obras colectivas
- De que são feitos os Sonhos, (antologia) Areal Editores, 1986
- Conto Estrelas em Ti: Dezassete Poetas Escrevem para a Infância (coord. José António Gomes; ilustrações de João Caetano), Editora Campo das Letras, Porto,2000.
- Contos da Cidade das Pontes (coord. José António Gomes; ilustrações de António Modesto),2001.
- Árvores, Pombos, Limões e Tropelias (textos de António Mota, Francisco Duarte Mangas, João Pedro Mésseder e José Viale Moutinho; ilustrações de Gémeo Luís) (contos), Associação de Jornalistas e Homens de Letras do Porto, 2002.
- Histórias da Árvore dos Sonhos (coord. José Vaz; ilustrações de Fernando Saraiva), 2002.
- O menino/ Contos de natal, Associação de Jornalistas e Homens de Letras, Porto, 2009.
- Histórias com regaço II : colectânea de contos infantis, Casa do Regaço, Cruz Vermelha Portuguesa, 2009.
- Histórias com Direitos : ( textos de vários autores: António Mota, António Torrado, Luísa Ducla Soares, José Fanha e outros ), IAC - Instituto de Apoio à Criança, Plátano Editora, 2010.
- Capuchinho Vermelho - Histórias secretas e outras menos», coordenado por Sara Reis da Silva e José António Gomes , editora Bags of Books,2012.
- Infância Minha, treze poemas, não dá azar, Felgueiras, 2018.

## Prémios e distinções
- 1983 - Prémio da Associação Portuguesa de Escritores , com O Rapaz de Louredo.
- 1990 - Prémio Calouste Gulbenkian de Literatura Infantil com Pedro Alecrim.
- 1996 - Prémio António Botto, com A Casa das Bengalas.
- 2004 - Grande Prémio Calouste Gulbenkian de Literatura Infantil, modalidade ilustração, com Se eu fosse muito magrinho.
- 2008 - Agraciado a 6 de Junho com o grau de Oficial da Ordem da Instrução Pública.
- 2011 - Nomeado para o Prémio Autores 2011 SPA/RTP
- 2012 - Candidato português ao PRÉMIO IBERO-AMERICANO SM DE LITERATURA INFANTIL E JUVENIL[ligação inativa]
- 2014 - Candidato de Portugal ao prémio literário sueco ALMA ( Astrid Lindgren Memorial Award)
- 2015 -  Nomeado pelo Júri  ao prémio literário sueco ALMA ( Astrid Lindgren Memorial Award)
- 2023 - Em 14 de Janeiro é inaugurada em Baião a Biblioteca Municipal António Mota
- 2023 - Prémio  Autores 2023 - Melhor livro para a infância e juventude : “A MINHA FAMÍLIA”, publicado por edições ASA.